# Моума Дас
Моума Дас (нар. 24 лютого 1984 р.) — індійська гравчиня в настільний теніс.

## Життєпис
Моума Дас народилася 1984 року в Калькуті, Західна Бенгалія. Вона представляла Індію в міжнародних заходах з початку 2000-х років та виграла декілька медалей на Іграх Співдружності, включаючи золото в жіночих командних змаганнях 2018 року. Їй було присвоєно премію Арджуна, другу за важливістю спортивну відзнаку Індії у 2013 році за її внесок у цей вид спорту.
Моума Дас брала участь в Олімпійських іграх 2004 року, де вона змагалася в одиночному змаганні з настільного тенісу. Вдруге вона виступила на Олімпійських іграх 2016 року після 12-річної перерви. Дас дійшла до чвертьфіналу жіночих пар на Чемпіонаті світу з настільного тенісу 2017 року з партнеркою Манікою Батра. Цей дует став першою індійською парою (і першими індіанцями за понад 61 річну історію виступів), які досягли чвертьфіналу. Пара також завоювала срібну медаль на Іграх Співдружності 2018 року.

## Кар'єра
Моума Дас уперше виступила на Чемпіонату світу з настільного тенісу в 1997 році в Манчестері й дійшла до третього туру. Наступного року вона не брала участі через травму. У наступні роки на світових чемпіонатах Дас або представляла Індію в одиночному розряді, або як учасниця збірної команди: Куала-Лумпур (2000), Осака (2001), Париж (2003), Доха (2004), Бремен (2006), Загреб (2007), Гуанчжоу (2008), Йокогама (2009), Москва (2010), Роттердам (2011), Дортмунд (2012), Париж (2013), Сучжоу (2015), Куала-Лумпур (2016), Дюссельдорф (2017), Халмстад (2018)), не пропускаючи жодних чемпіонатів. Вона брала участь у сімнадцяти чемпіонатах світу Так, Дас разом з Таїланд Комвон установили рекорд, представляючи свою країну 17 разів кожен, найбільше серед азійських спортсменів
Дас виграла свою першу міжнародну золоту медаль на III Міжнародних спортивних іграх «Діти Азії» 2000 у Якутську.
На чемпіонаті Співдружності у грудні 2015 року Дас завоювала срібло в одиночному розряді разом із командною медаллю, досягнувши найвищого рівня серед індійських спортсменів з настільного тенісу.
Дас пройшла кваліфікацію до Олімпіади в Ріо-де-Жанейро у 2016 році на азійському кваліфікаційному турнірі, який відбувся в Гонконзі у квітні 2015 року. Однак її виступ на Олімпіаді-2016 був недовгим, оскільки вона програла Даніелі Додеан із Румунії в першому ж турі жіночих одиночних змагань.
Для індійських спортсменів настільного тенісу всесвітні тури ITTF ніколи не були простими. Але цього разу все було зовсім інакше в Оломоуці, місті Моравії, на сході Чехії. Мума Дас та Маніка Батра, нові та героїчні жіночі парні пари Індії, вперше дійшли до півфіналу на Всесвітньому турі ITTF (майор).
Індійський дует з настільного тенісу з настільного тенісу Муми Дас і Маніки Батри досяг світового рейтингу в 12 місцях в останньому рейтингу ITTF, що є найкращим серед 28 країн Співдружності, які займаються спортом на високому рівні.
У 2017 році на ITTF Challenge Spanish Open індійська пара Маніка Батра та Мума Дас, посіяна другою, зустрілися з корейським дуетом Джихі Хеона та Хаєна Ян 11-9, 6-11, 11-9, 9-11, 9 -11 у захоплюючому жіночому парному фіналі. Цей виступ вперше дав можливість індійським тенісисткам вперше в історії країни вибороти срібну медаль у серії ITTF Challenge. Пізніше того ж року Дас увійшла до ТОП-50 у щорічному міждержавному національному чемпіонаті з настільного тенісу в Ранчі. Вона також завоювала золоту медаль у командному заліку, де вона представляла PSPB.
Дас входила до складу жіночої команди, яка виграла золоту медаль на Іграх Співдружності 2018 року ; Команда Індії перемогла Сінгапур у фіналі з рахунком 3-1, забезпечивши першу Золоту медаль для країни у цих змаганнях. Дас виграла поєдинок жіночого парного поєдинку з партнеркою Мадхурікою Паткар. На шляху до Золотої медалі, першої в Індії, збірна Індії перемогла у півфіналі найкращу англійську команду. В цей час вона є співробітницею OIL (Oil India Ltd.).

## Статистика
Топ записів
| Сл. | Для                                                                                                 | Загальна кількість                               | Список літератури           |
| --- | --------------------------------------------------------------------------------------------------- | ------------------------------------------------ | --------------------------- |
| 1   | Найбільша участь у чемпіонатах світу гравцем індійських та азійських TT Player                      | 17                                               | [ 7 ] [ 9 ] [ 21 ]          |
| 2   | Найбільше медалей в Commonwealth TT (Ігри та чемпіонат) індійського гравця TT Player                | 19                                               | [ 22 ] [ 23 ] [ 24 ] [ 25 ] |
| 3   | Найбільше золотих хет-триків у найкращих гравців (команда, одиночний, двомісний та змішаний парний) | 7                                                | [ 26 ] [ 27 ]               |
| 4   | Найбільше золотих медалей в південноазійських іграх гравців TT Player                               | 8                                                | [ 28 ]                      |
| 5   | Двічі золотий хет-трик на південноазійських іграх від гравця TT Player                              | 2004 та 2006 роки                                |                             |
| 6   | Золотий хет-трик учасників в одиночних змаганнях в Іграх Південної Азії гравцем TT Player           | 2004,2006 та 2016 роки                           | [ 29 ]                      |
| 7   | Найбільше золотих медалей у гравців (командні, одиночні, двомісні та змішані парні)                 | 32                                               | [ 17 ]                      |
| 8   | Найбільше фіналістів серед найкращих гравців (командний, одиночний, двомісний та змішаний парний)   | 51                                               | [ 17 ] [ 18 ] [ 30 ]        |
| 9   | Найбільша кількість представництв команди Індії                                                     | 1997 рік                                         |                             |
| 10  | Співдружність (Ігри та Чемпіонат) Більшість фіналісток індійських жінок, гравців TT                 | 2010 (1) 2013 (1) 2015 (3) та 2018 (2) — 7 разів | [ 25 ] [ 31 ]               |
| 11  | Двічі медалі у всіх 4 змаганнях Чемпіонату Співдружності                                            | 2013 та 2015 роки                                | [ 32 ]                      |
| 12  | Золото Чемпіонату світу з настільного тенісу в командних змаганнях (2-й дивізіон)                   | 2004 та 2016 роки                                | [ 33 ] [ 34 ]               |
| 13  | Загальна кількість золотих меделей в національних та міжнародних заходах                            | 100+                                             |                             |

### Настільний теніс
Результати виступів на чемпіонаті Співдружності з настільного тенісу та Іграх Співдружності.
| Рік      | Змагання  | Медаль | Статус       | Список літератури |
| -------- | --------- | ------ | ------------ | ----------------- |
| 2001 рік | Чемпіонат | Бронза | Команда      | [ 35 ]            |
| 2004 рік | Чемпіонат | Бронза | Команда      | [ 36 ]            |
| 2004 рік | Чемпіонат | Бронза | Парні        |                   |
| 2006 рік | Ігри      | Бронза | Команда      | [ 37 ] [ 38 ]     |
| 2007 рік | Чемпіонат | Бронза | Команда      | [ 39 ]            |
| 2009 рік | Чемпіонат | Бронза | Команда      | [ 40 ]            |
| 2009 рік | Чемпіонат | Бронза | Одиночний    |                   |
| 2010 рік | Ігри      | Срібло | Команда      | [ 41 ]            |
| 2010 рік | Ігри      | Бронза | Парні        | [ 42 ]            |
| 2013 рік | Чемпіонат | Срібло | Змішані пари | [ 43 ]            |
| 2013 рік | Чемпіонат | Бронза | Парні        | [ 44 ]            |
| 2013 рік | Чемпіонат | Бронза | Команда      | [ 45 ]            |
| 2013 рік | Чемпіонат | Бронза | Одиночний    | [ 46 ]            |
| 2015 рік | Чемпіонат | Бронза | Парні        | [ 47 ]            |
| 2015 рік | Чемпіонат | Срібло | Змішані пари | [ 48 ]            |
| 2015 рік | Чемпіонат | Срібло | Команда      | [ 49 ]            |
| 2015 рік | Чемпіонат | Срібло | Одиночний    | [ 31 ]            |
| 2018 рік | Ігри      | Золото | Команда      | [ 25 ]            |
| 2018 рік | Ігри      | Срібло | Парний       | [ 25 ]            |

### Золота медаль у щорічному чемпіонаті з настільного тенісу
| Рік      | Статус  | Подія     | Подія        | Список літератури |
| -------- | ------- | --------- | ------------ | ----------------- |
| 2000 рік | Команда | Парний    | Змішані пари |                   |
| 2001 рік | Команда | Одиночний | Парний       | [ 50 ] [ 50 ]     |
| 2002 рік | Команда | Парний    | Змішані пари |                   |
| 2005 рік | Команда | Одиночний | Парний       | [ 51 ] [ 52 ]     |
| 2006 рік | Команда | Одиночний | Парний       | [ 52 ]            |
| 2010 рік | Команда | Парний    | Змішані пари |                   |
| 2014 рік | Команда | Одиночний | Парний       | [ 53 ] [ 54 ]     |

### Національні чемпіонати Індії та національні ігри Індивідуальні змагання
| Рік      | Медаль | Подія                       | Примітки      |
| -------- | ------ | --------------------------- | ------------- |
| 1996 рік | Срібло | Чемпіонат-одиночні змагання | [ 52 ]        |
| 1998 рік | Срібло | Чемпіонат-одиночні змагання | [ 52 ]        |
| 1999 рік | Золото | Чемпіонат-одиночні змагання | [ 55 ]        |
| 1999 рік | Золото | Ігри-одиночки               | [ 56 ]        |
| 2001 рік | Золото | Чемпіонат-одиночні змагання | [ 52 ]        |
| 2002 рік | Срібло | Чемпіонат-одиночні змагання | [ 52 ]        |
| 2002 рік | Золото | Ігри-одиночки               | [ 57 ]        |
| 2004 рік | Срібло | Чемпіонат-одиночні змагання | [ 52 ]        |
| 2005 рік | Золото | Чемпіонат-одиночні змагання | [ 39 ] [ 51 ] |
| 2006 рік | Золото | Чемпіонат-одиночні змагання | [ 39 ]        |
| 2008 рік | Срібло | Чемпіонат-одиночні змагання | [ 52 ]        |
| 2014 рік | Золото | Чемпіонат-одиночні змагання | [ 58 ] [ 59 ] |

### Чемпіонат світу з настільного тенісу
| Рік      | Місцезнаходження        | Примітки                    |
| -------- | ----------------------- | --------------------------- |
| 1997 рік | Манчестер (Англія)      | [ 60 ] [ 61 ] [ 62 ] [ 63 ] |
| 2000 рік | Куала-Лумпур (Малайзія) | [ 63 ]                      |
| 2001 рік | Осака (Японія)          | [ 63 ]                      |
| 2003 рік | Париж (Франція)         | [ 64 ] [ 65 ]               |
| 2004 рік | Доха (Катар)            | [ 66 ]                      |
| 2006 рік | Бремен (Німеччина)      | [ 65 ] [ 67 ]               |
| 2007 рік | Загреб (Хорватія)       | [ 68 ] [ 69 ]               |
| 2008 рік | Гуанчжоу (Китай)        | [ 70 ]                      |
| 2009 рік | Йокогама (Японія)       | [ 71 ] [ 72 ]               |
| 2010 рік | Москва (Росія)          | [ 73 ]                      |
| 2011 рік | Роттердам (Нідерланди)  | [ 74 ]                      |
| 2012 рік | Дортмунд (Німеччина)    | [ 75 ] [ 76 ]               |
| 2013 рік | Париж (Франція)         | [ 65 ] [ 77 ] [ 78 ]        |
| 2015 рік | Сучжоу (Китай)          | [ 79 ] [ 80 ]               |
| 2016 рік | Куала-Лумпур (Малайзія) | [ 21 ] [ 81 ]               |
| 2017 рік | Дюссельдорф (Німеччина) | [ 9 ] [ 82 ]                |
| 2018 рік | Халмстад (Швеція)       | [ 7 ]                       |